# Sainte-Geneviève-des-Bois (Essonne)
Sainte-Geneviève-des-Bois ist eine französische Gemeinde mit 35.714 Einwohnern (Stand 1. Januar 2022) im Département Essonne in der Region Île-de-France. Sie gehört zum Arrondissement Palaiseau, bildet einen eigenen Kanton.

## Geographie
Die Gemeinde Sainte-Geneviève-des-Bois liegt etwa 25 Kilometer südlich des Pariser Stadtzentrums. Der Fluss Orge markiert die nordwestliche Gemeindegrenze.

### Nachbargemeinden
Umgeben ist Sainte-Geneviève-des-Bois von den Nachbargemeinden Villemoisson-sur-Orge und Morsang-sur-Orge im Norden, Fleury-Mérogis im Osten, Le Plessis-Pâte im Süden, Saint-Michel-sur-Orge und Longpont-sur-Orge im Westen sowie Villiers-sur-Orge und Épinay-sur-Orge im Nordwesten.

## Geschichte
Tragische Berühmtheit erlangte der Ort 2006 durch den grausamen Mord an dem jüdischen Franzosen Ilan Halimi durch eine Gruppe muslimischer Einwanderer.

### Erbe der russischen Exilgemeinde
Eine britische Erbin schenkte der Gemeinde der sogenannten Weißen Russen in der Region Paris, die mit den Überresten der gegen die Bolschewiki unterlegenen Armee von Pjotr Nikolajewitsch Wrangel nach Frankreich gekommen war, 1927 ein Haus und Grundstück in Sainte-Geneviève-des-Bois. Die Russen richteten darin ein Altersheim ein. Das Heim beherbergte zu Beginn der 1930er Jahre rund 300 Pensionäre, darunter zahlreiche Kriegsverletzte. Leiterin war die Prinzessin Metcherski, die Prinzessin Galitzin war eine der Krankenschwestern. Vor allem in der Anfangszeit waren die Pensionäre fast durchgängig Angehörige der Eliten unter der Gesellschaftsgruppe der russischen Exilierten.
Der 1927 eröffnete Russische Friedhof von Sainte-Geneviève-des-Bois und die dazugehörige Kirche Notre-Dame-de-la-Dormition sind als ein für Frankreich einzigartiges Ensemble und „weltweit größter russischer Emigrantenfriedhof“ seit 2006 als „Monument historique“ eingestuft.
Unter anderem sind darin Rudolf Nurejew und Andrei Arsenjewitsch Tarkowski begraben.

### Bevölkerungsentwicklung
| 1962   | 1968   | 1975   | 1982   | 1990   | 1999   | 2007   |
| ------ | ------ | ------ | ------ | ------ | ------ | ------ |
| 17.660 | 23.684 | 31.859 | 30.439 | 31.286 | 32.128 | 34.411 |

## Städtepartnerschaften
- Obertshausen im südhessischen Landkreis Offenbach; seit 1971[4]
- Mikołów, Polen
- Penafiel, Portugal[5]

## Sehenswürdigkeiten

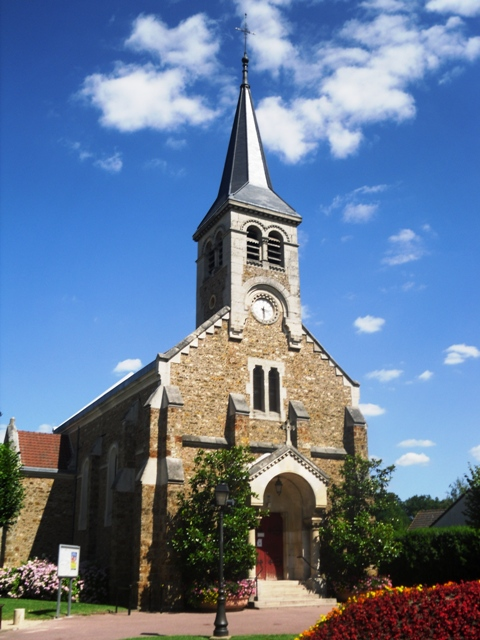
Kirche Sainte-Geneviève
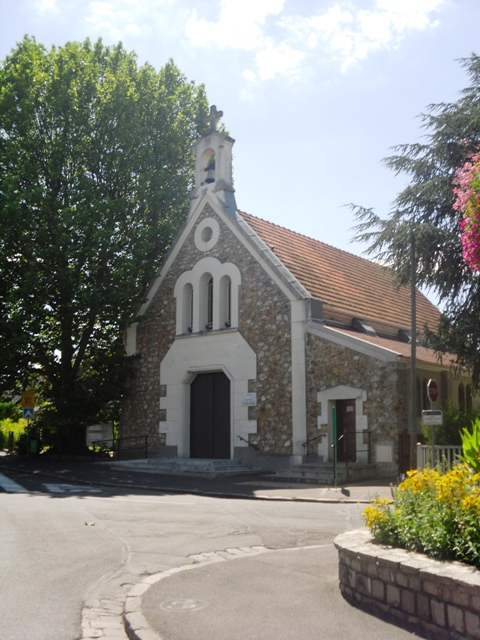
Kapelle Saint-Jean-Marie-Vianney
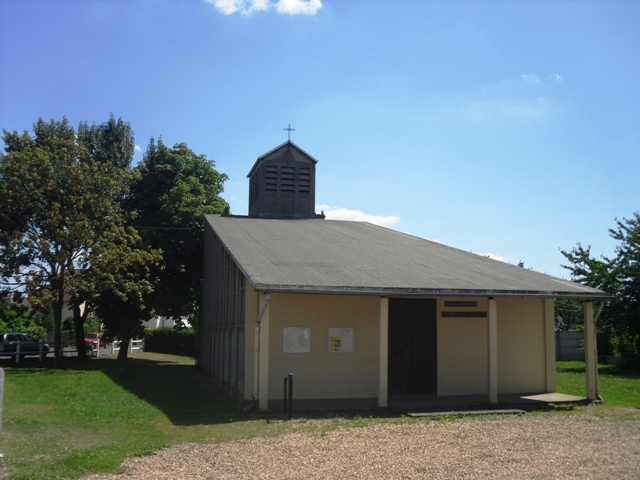
Kapelle Sacré-Cœur
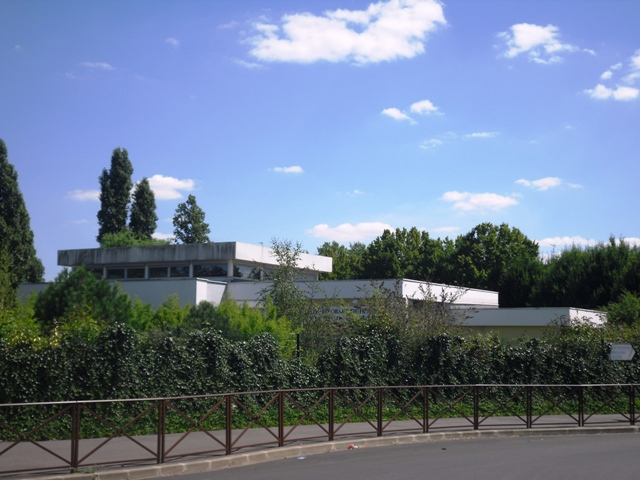
Reformierte Kirche
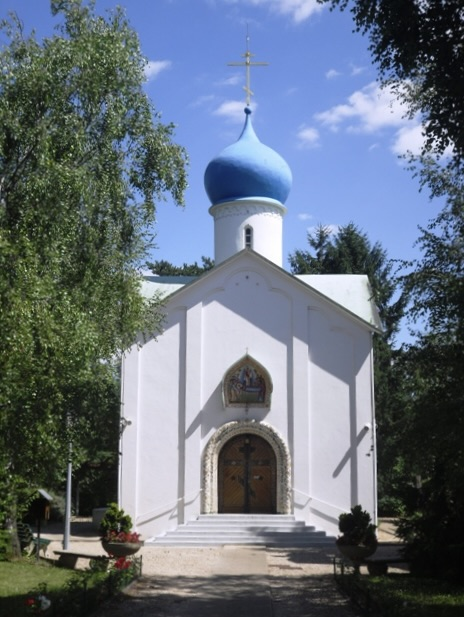
Kirche Notre-Dame-de-la-Dormition